# 다니엘레 데 로시
다니엘레 데 로시(이탈리아어: Daniele De Rossi, Ufficiale OMRI, 1983년 7월 24일 ~ )는 이탈리아의 전직 축구 선수로, 포지션은 수비형 미드필더였다.

## 선수 경력
데 로시는 로마에서 태어나 AS 로마의 유소년 시스템에서 성장하였다. 그는 벨기에 주필러 리그의 RSC 안데를레흐트와의 UEFA 챔피언스리그 경기에서 처음으로 1군 경기에 뛰었다. 처음으로 세리에 A에서 뛴 것은 2003년 5월 3일이며, 첫 경기에서 골을 터트리고 다음 주 토리노와의 경기에서도 골을 터트렸다.
그는 메시나와의 경기에서 손으로 골을 넣고 난 뒤 심판에게 손으로 골을 넣었다고 말하였고, 심판은 그의 페어플레이 정신을 인정하고 골을 취소시켰다. 그 경기는 로마가 2-1로 승리하였다.
그는 2006-07 시즌, 피오렌티나와의 경기에서 40야드 거리에서 세바스티앵 프레이를 상대로 골을 터트렸다.
또한 어린 시절부터 프란체스코 토티를 우상으로 삼고 지켜보면서 AS 로마 선수의 꿈을 키워 왔고 데뷔 이후 토티와 마찬가지로 원클럽 맨으로 활약하고 있다. 로마 팬들은 이러한 데로시의 모습에 'CAPITAN FUTURO', 미래의 주장이라는 별명으로 지지하고 있다. 최근에는 높은 연봉을 앞세운 맨체스터 시티의 러브콜을 지속적으로 받고 있으나, 재계약 이후 로마를 떠나지 않겠다는 신념을 더욱 공고히 했다. 맨체스터 시티 이외에도 첼시, 맨체스터 유나이티드, 레알 마드리드 등 명문 클럽들이 러브콜을 보냈지만, 모두 다 거절한 것으로 알려졌다.
2019년 6월 계약만료로 AS 로마와 결별하였다. 7월 CA 보카 주니어스에 입단하며 새로운 도전에 나섰다.

## 플레잉 스타일
데 로시는 벼락같은 중거리 슛과 저돌적인 헤딩 능력을 겸했을 뿐만 아니라 수비적인 면에서 터프한 몸싸움으로 상대 선수를 제압하는 박스-투-박스 미드필더다. 또한 조용하지만 강렬한 카리스마로 팀을 이끌 수 있는 리더십도 갖추었다.

## 국가대표팀

### 2006 독일 월드컵
데 로시는 2006년 FIFA 월드컵에서 마르첼로 리피 감독의 부름을 받고 첫 메이저 대회에 출전했다. 그러나 데 로시는 미국과의 조별리그 2차전에서 브라이언 맥브라이드의 얼굴을 가격하면서 퇴장당했고, 무려 4경기 출장 정지라는 중징계를 받았다. 그리고 징계가 풀리고 난 뒤, 프랑스와의 결승전에서 후반 16분경 토티의 교체 선수로 출전했다. 데 로시는 승부차기에서 팀의 세번째 키커로 나가 성공했고, 이탈리아는 스코어 5대 3으로 승리하면서 4번째 월드컵 우승을 차지했다.

### 유로 2008
데 로시는 네덜란드, 루마니아를 상대로 각각 3대 0 패, 1대 1 무승부를 거둔 상황에서 프랑스와의 조별리그 최종전에 출전했다. 그는 1대 0으로 앞서 있는 상황에서 후반 17분경 추가골을 넣었고, 이탈리아는 1승 1무 1패라는 성적과 동시에 극적으로 8강에 진출했다.
하지만 데 로시는 스페인과의 승부차기에서 팀의 두번째 키커로 나갔으나, 실축하면서 패배와 동시에 체면을 구기고 말았다.

### 2010 남아공 월드컵
데 로시는 지난 2006년에 이어 이번 대회에도 리피 감독의 부름을 받고 월드컵에 출전했다.
그는 파라과이와의 첫 경기에서 후반 18분에 동점골을 넣었고, 이탈리아는 1대 1 무승부를 거뒀다. 그리고 뉴질랜드와의 2차전에서는 득점은 없었던데다 팀은 또 다시 1대 1 무승부를 거뒀지만, FIFA가 선정한 공식 최우수 선수에 선정되었다.
그러나 슬로바키아와의 최종전에서는 상대 선수들에게 공략당하면서 부진한 모습을 보였고, 이탈리아는 3대 2 패배와 함께 2무 1패, 조 최하위로 대회를 마쳐야 했다.

## 수상

#### AS 로마
- 코파 이탈리아 : 우승 (2006-07, 2007-08)
- 수페르코파 이탈리아나 : 우승 (2007)

#### 보카 주니어스
- 프리메라 디비시온 : 2019-20

#### 이탈리아
- FIFA 월드컵 : 2006
- UEFA 유로 : 준우승 (2012)
- FIFA 컨페더레이션스컵 : 3위 (2013)
- UEFA U-21 유로 : 2004
- 올림픽 동메달 : 2004

#### 개인
- 세리에 A 올해의 영플레이어 : 2006
- 이탈리아 올해의 선수 : 2009
- 이탈리아 올해의 운동선수 : 2010
- UEFA 유로 올스타팀 : 2012
- 자코모 불가렐리 상 : 2019
- 가제타 레전드 상 : 2021

#### 서훈
- 2004년 이탈리아 공화국 공로 훈장 5등급 (Cavaliere OMRI)
- 2006년 이탈리아 공화국 공로 훈장 4등급 (Ufficiale OMRI)
- 2006년 이탈리아 올림픽 위원회 Golden Collar of Sports Merit

## 같이 보기
- A매치 100경기 이상 출전한 축구 선수 명단